# Welserschloss II (Neunhof)

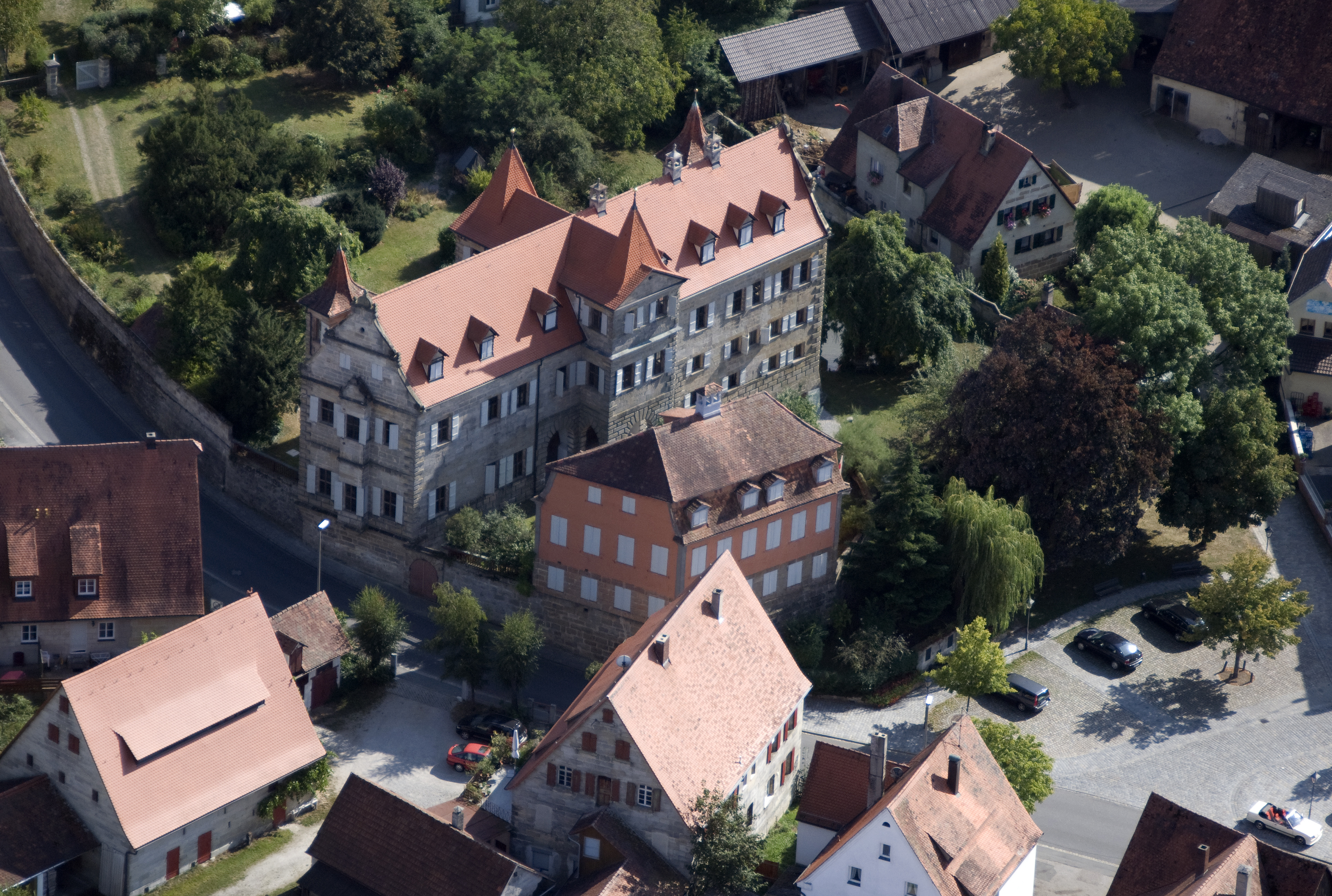
Welserschloss (Neunhof)

Das denkmalgeschützte Welserschloss II steht in Neunhof, einem Gemeindeteil der Stadt Lauf an der Pegnitz im Landkreis Nürnberger Land in Mittelfranken in Bayern. Das Bauwerk ist unter der Denkmalnummer D-5-74-138-235 als Baudenkmal in der Bayerischen Denkmalliste eingetragen.

## Beschreibung

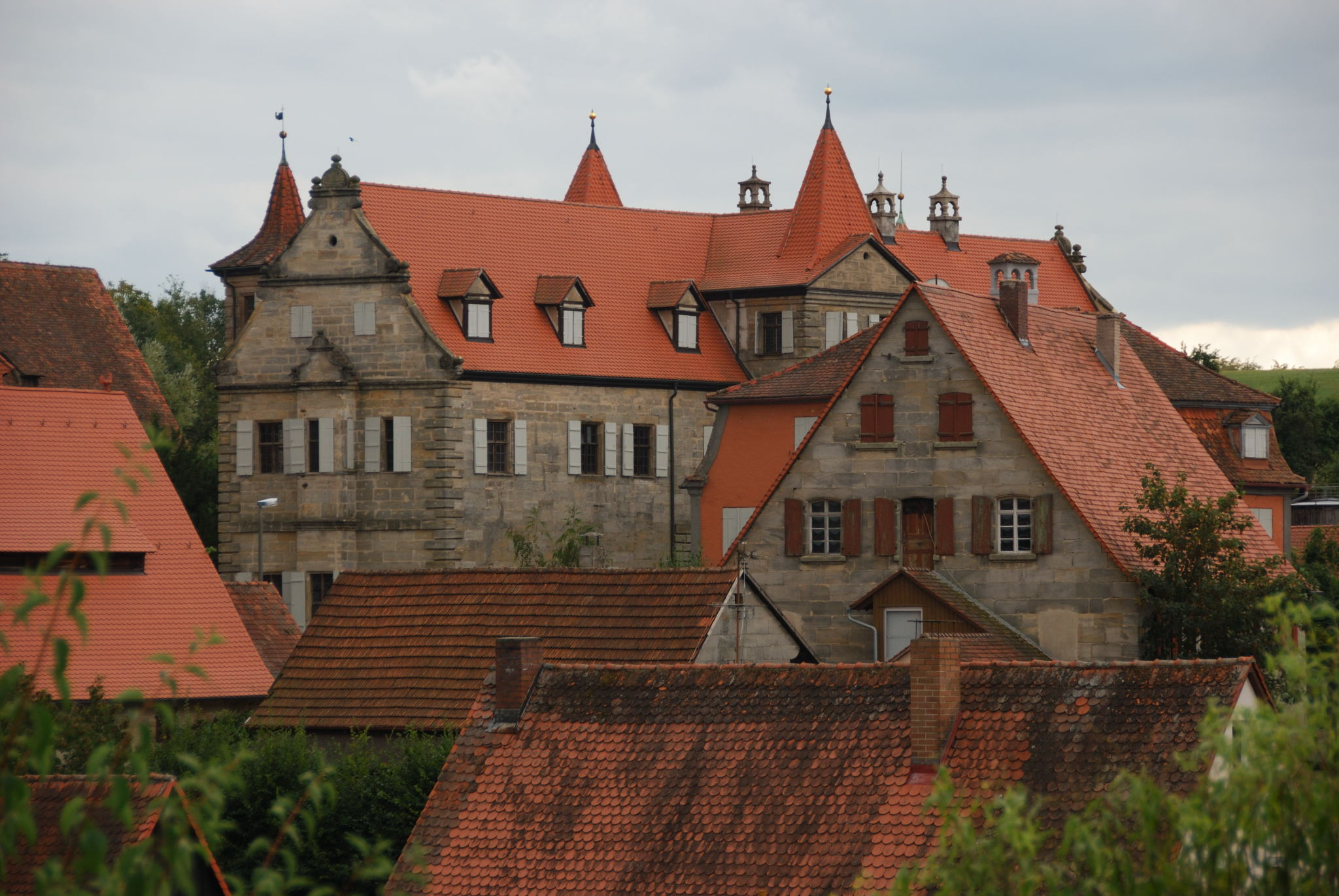
Welserschloss (Neunhof)

Das barocke Schloss, das dicht vor der Nordostecke des Hauptschlosses steht, wurde 1722/24 als Nachfolgebau für das 1570 errichtete Herrenhaus der Geuder von Heroldsberg gebaut und blieb seither unverändert. Es steht auf einem hohen Sockelgeschoss, hat zwei Geschosse und ist mit einem Mansarddach bedeckt, das im oberen Bereich abgewalmt ist.

## Weblinks

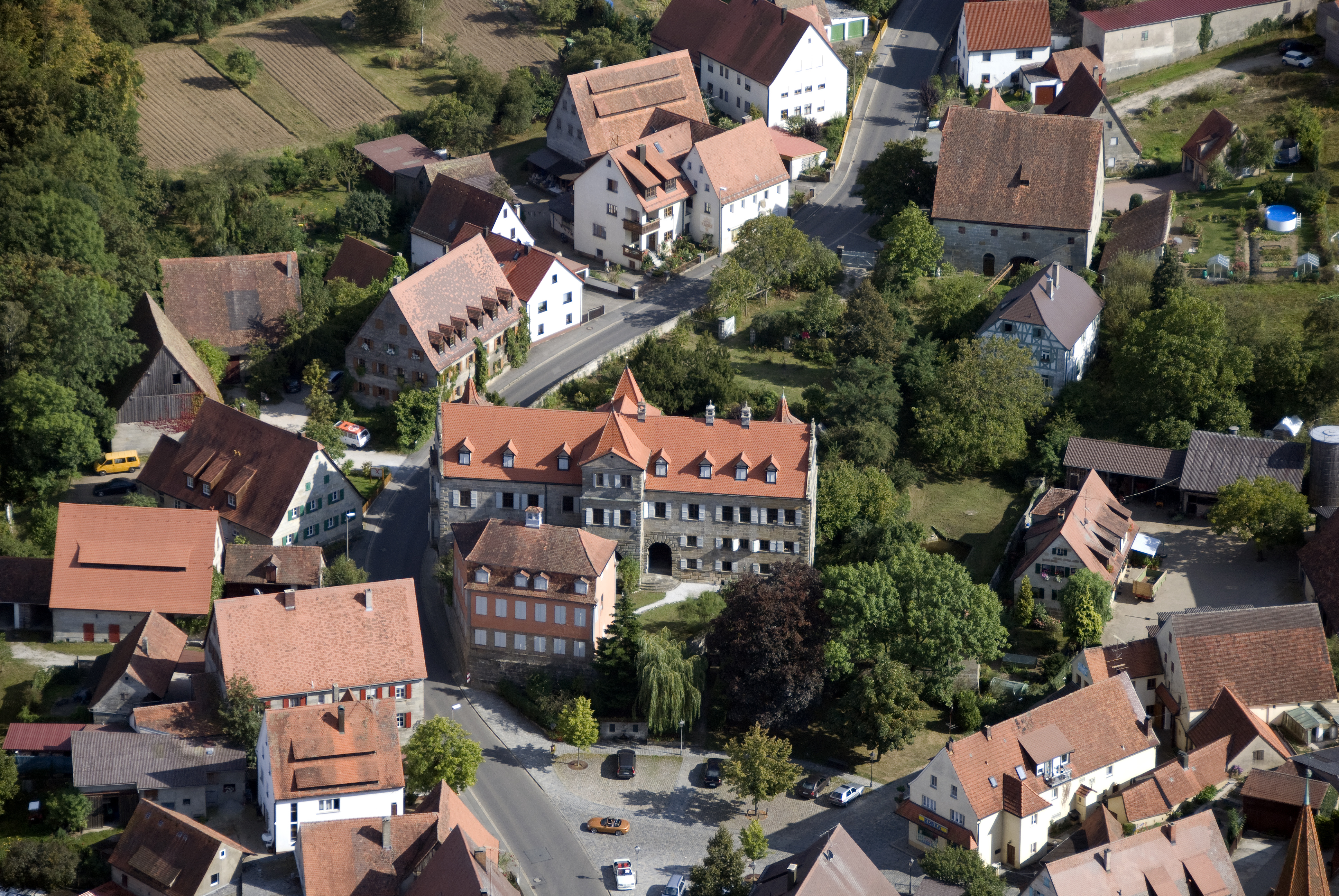
Welserschloss (Neunhof)